# Ceresium leprosum
Ceresium leprosum är en skalbaggsart som beskrevs av Aurivillius 1927. Ceresium leprosum ingår i släktet Ceresium och familjen långhorningar. Inga underarter finns listade i Catalogue of Life.